# Хамден ас-Сабахи
Хамден Абдель-Атти Абдель Максуд Сабахи (араб. حمدين عبد العاطي عبد المقصود صباحي‎) — египетский журналист и политик левого толка. Лидер Египетского народного течения и один из лидеров Фронта национального спасения. Оппозиционер во времена правления Анвара Садата и Хосни Мубарака, он подвергался тюремному заключению 17 раз за свой политический активизм. Хамден Сабахи поддержал Египетскую революцию 2011. Он участвовал в президентской гонке в 2012, где получил третье место с 21,72 % голосов, уступив Ахмеду Шафику примерно 700 тыс. голосов. В президентской гонке 2014, где он был одним из двух кандидатов, он получил второе место с лишь 3,09 % голосов, существенно уступив своему конкуренту ас-Сиси.
Известная оппозиционная фигура, Сабахи придерживается идеологии арабского национализма, панарабизма, секуляризма, революционного арабского социализма и насеризма. В 1996 он основал партию «Аль-Карама». Одна из немногих светских фигур, не запятнанная связями с режимом Мубарака, Сабахи пользовался поддержкой многих ведущих насеристов. Его поддерживают такие люди, как египетский писатель Аля аль-Асуани и египетский режиссёр Халед Юссеф.

## Детство
Сабахи родился в маленьком городке Балтим в зоне Дельты Нила в мухафазе Кафр-эш-Шейх в 1954. Из 11 его братьев и сестёр он был самым младшим ребёнком Его отец, простой крестьянин, сильно выиграл в результате земельной реформы, проведённой после Июльской революции. Сабахи провёл детство в окружении фермеров и во время юности занимался рыбалкой.

## Образование
В 1975 Сабахи поступил на факультет массовых коммуникаций Каирского университета, там же он стал главным редактором университетского издания «Студенты». Вместе со своими друзьями он основал политический насеристский клуб, где он также был главой. Вскоре клуб разросся и до др. университетов. Сабахи создал его в ответ на, как ему казалось, попытки Садата уничтожить наследие насеровских достижений. В этом году Сабахи был избран председателем студенческого совета Каирского университета, заняв позицию до 1976, и предеседателем Египетского студенческого союза, заняв позицию до 1977.
В 1977 после хлебных бунтов Садат встретился с представителями студсоюза для теледебатов, когда Сабахи и стал знаменитым. Сабахи открыто обвинил в коррупции правительство Садата. Он раскритиковал проводимую Садатом политику «инфитах», сказав что та полезна лишь зажиточным богачам и капиталистам. Он раскритиковал планы Садата по заключения мирного договора с Израилем, за что ему запретили выступать как журналисту в государственных СМИ.
В сентябре 1981 в рез-те сильной публичной критики мирного договора Сабахи стал самым молодым лидером националистической оппозиции, арестованным властями. Он был одним из 1,500 националистов, арестованных по всей стране в рез-те кампании репрессий Садата. В 1985 он получил степень магистра в журналистике. В конце 80-х уже во времена Мубарака Сабахи снова был арестован за предполагаемое членство в группе «Египетская революция», устроившей убийства израильтян в Египте под руководством Махмуда Нурэддина. В группу входил и сын Гамаля Насера Халид Абдель Насер. В 1991 его снова арестовали после речи, осуждающей американские авиаудары по Ираку после вывода Саддамом войск из Кувейта.

## Политическая карьера

### Насеристская партия
Сабахи помогал создать возглавляемую Дияэддином Давудом Арабскую демократическую насеристскую партию. В 1993 он вместе с др. членами националистического движения посетил лидеров палестинских федаинов в Ливане. C 70-х он поддерживал движения сопротивленческие палестинские и ливанские движения. В том же году он пережил попытку покушения и позже был задержан за его критику арабского бездействия перед лицом американских санкций против Ирака. Когда Сабахи впервые баллотировался в Парламент Египта в 1995, мубараковский режим послал своих сторонников для запугивания и физических атак на его сторонников. Хотя те выборы Сабахи и не выиграл, он всё же получил хороший процент на выборах.
После этого между «старой гвардией» и «новыми» людьми партии разгорелись противоречия. Старую гвардию представлял Давуд и старые члены Арабского социалистического союза, угодившие в тюрьму при Садате в 1971, а новых — активисты-студенты, продвигавшие насеристские идеи во времена Садата на воле. Сабахи принадлежал к лагерю новых. Вместе с Амином Искандером и тремя другими высокопоставленными членами Давуд выкинул его из партии в марте 1996 за его попытки настаивать на том, чтобы старая гвардия не принимала решения единолично и учитывала мнение новых людей ради осовременивания партии. В 1996 им запретили участвовать во внутренних выборах, что Сабахи назвал несвободными и бесчестными.
В 1997 Мубарак подписал закон, лишивший фермеров права иметь землю, за которую они платили и которую содержали, положив конец реформ времён Насера и уничтоживший права аренды для фермеров. В 1997 Сабахи был арестован третий раз и подвергся пыткам за свою оппозицию законам. Ему предъявили объявения в «подстрекательстве сельскохозяйственных рабочих к бессрочной забастовке на их земельных участках в качестве протеста» против закона.

### Аль-Карама
В 1998 Сабахи и Искандер, покинув Арабскую демократическую насеристскую партию, основали партию «аль-Карама». В сентябре их исключение из партии признали нелегитимным, но они отказались вернуться, заявив что Давуд слишком авторитарен и принимает решения независимо от мнения большинства членов партии". Однако правительственный комитет по делам политических партий отказал новой партии в регистрации. С 1999 Сабахи стал членом Египетского журналистского синдиката и был назначен главой его информационного комитета. В 2000 он в ходе парламентских выборов прошёл в Парламент, хотя и не в качестве кандидата от «аль-Карамы», а как независимый кандидат. Его кампания полагалась на риторику о защите озера Буруллус от загрязнения и защите от схем по увеличению земельной площади вокруг его зоны путём засыпки озера песком.
В 2003 Сабахи был арестован в четвёртый раз за организацию протестов против дозволения прохода эсминцам ВМС США через Суэцкий канал при начале операции в Ираке. Он стал первым в истории страны действующим задержанным членом Парламента. Годом позже он создал политическое движение «Кефайя», выступавшее против возможных продлений срока полномочий Мубарака или же переходу власти к Гамалю Мубараку.
Сабахи стал главным редактором партийной газеты Al-Karama вплоть до середины 2010. В 2006 Сабахи поддержал движение Хизболла, а в 2008 он поехал в сектор Газа в попытке прорвать блокаду территории. Будучи здесь, Сабахи встретился с членами ХАМАС для обсуждения положения дел в Секторе и выражении солидарности движению ХАМАС и палестинским националистам. В 2009 Сабахи покинул пост генерального секретаря «аль-Карамы», чтобы сфокусироваться на будущих президентских выборах. В начале 2010 он вместе с эль-Барадеи и Айманом Нуром основал движение «Национальная ассоциация за перемены».

### Роль в Египетской революции
25 января 2011, в первый день Революции, Сабахи присоединился к проходящим в его родном Балхим протестам и был легко ранен силами безопасности, пытавшимися подавить протесты. После этого он присоединился к массовым протестам против Мубарака на Тахрире. 28 января он провёл весь день в Мухандисине среди протестующих народных масс.
После падения Мубарака Сабахи произнёс несколько речей и провёл несколько лекций в египетских университетах в поддержку революции и обсуждении будущего Египта. Он участвовал в нескольких протестах против ВСВС, сохраняющего переходный контроль над страной. В августе 2011 он присоединился к протестам перед израильским посольством в Каире. Он критиковал управление страной ВСВС в переходный период, а именно их ответ на протесты у телецентра Масперо, в которых 26 протестующих были убиты, и протесты на улице Мухаммеда Махмуда в ноябре, где 40 протестующих были убиты.

### Президентские выборы 2012
До выборов он считался тёмной лошадкой и шёл в конце в опросах, но, к удивлению, на выборах он уступил Ахмеду лишь около 700 тысяч голосов, придя третьим. Популярность Сабахи стала сюрпризом для многих политаналитиков, так как у него не было партийного аппарата за пределами крупных городов. Большинство проголосовавших за Сабахи были из Порт-Саида и Александрии, где у него было первое место по голосам, а также из некоторых частей Каира, Суэца, Дакахлии, Думъята и Гарбии. После объявление результатов Сабахи подал формальную жалобу, указав на нарушения в ходе голосования и поставив под вопрос легитиность участия Шафика как кандидата.

### Вторая волна Революции
Когда началась вторая волна Революции, министр обороны Египта Абдель Фаттах ас-Сиси призвал к массовым протестам на 26 июля 2013, что «дало бы ему мандат» на борьбу с терроризмом в стране. Хотя египетские правозащитные группы отказались и многими политическими группами, впоследствии поддержавшими военный путч, такими как «Движение 6 апреля» или партией «Сильный Египет», Сабахи и его Египетское народное течение поддержали протесты и генерала ас-Сиси.
В августе 2013 после силового разгона лагерей сторонников Мухаммеда Мурси армией, в ходе которого были убиты сотни человек, Сабахи выразил поддержку войскам. Также он призвал к созыву экстренного арабского саммита ЛАГ и поблагодарил ОАЭ, Саудовскую Аравию и Иорданию за их позицию и пригласил в Египет президентов РФ и КНР.
Сабахи осудил судебный вердикт Ахмеду Махеру, Мухаммеду Аделю и Ахмеду Дума в виде 3 лёт заключения и штраф в 50,000 египетских фунтов и заявил, что Адли Мансур должен помиловать их.

### Президентские выборы 2014
8 февраля Сабахи официально объявил о своём намерении участвовать в президентской гонке. 14 марта Сабахи раскритиковал Сиси и переходное правительство за совершённые нарушения прав человека за этот период, а также заявил о том, что они чужды идеям Революции и демократии. 2 мая было подтверждено участие Сабахи в выборах. В случае избрания он пообещал отменить закон о протестах. Также он заявил о намерение внести поправки в Кэмп-Дэвидские соглашения и позволить людям голосовать по этому поводу. Однако Сабахи проиграл Сиси.

## Политические позиции

### Оппозиция к Мурси и военным
В марте 2013 заявил, что Мурси стал новым диктатором, как Мубарак, а впоследствии отказался поддержать военный режим.

### Хизбалла и Израиль
3 апреля 2014 выразил поддержку Хизбалле в интевью Al-Manar TV, заявив о поддержке любых сил, повернувших оружие против Израиля, кроме тех, кто повернул своё оружие против кого-либо ещё.

### Закон о протестах
12 июня 2014 в своём Twitter-аккаунте призвал к изменению Закона о протестах в сторону большей демократичности, после того как блогер Аля Абдель Фаттах и ещё 24 человека были приговорены к 15 годам заключения заочно в один день одним уголовным делом днём ранее за протесты перед зданием Совета Шуры.

### Турция и Сирия
Сабахи в интервью al-Monitor заявил, что он не поддерживает сирийскую оппозицию и Эрдогана, однако считает, что без демократических реформ Сирия рухнет, а также что он поддерживает сотрудничество между Ираном, Турцией и арабским миром
. Также он заявлял об осуждений преступлений сирийского режима.